# Termas romanas

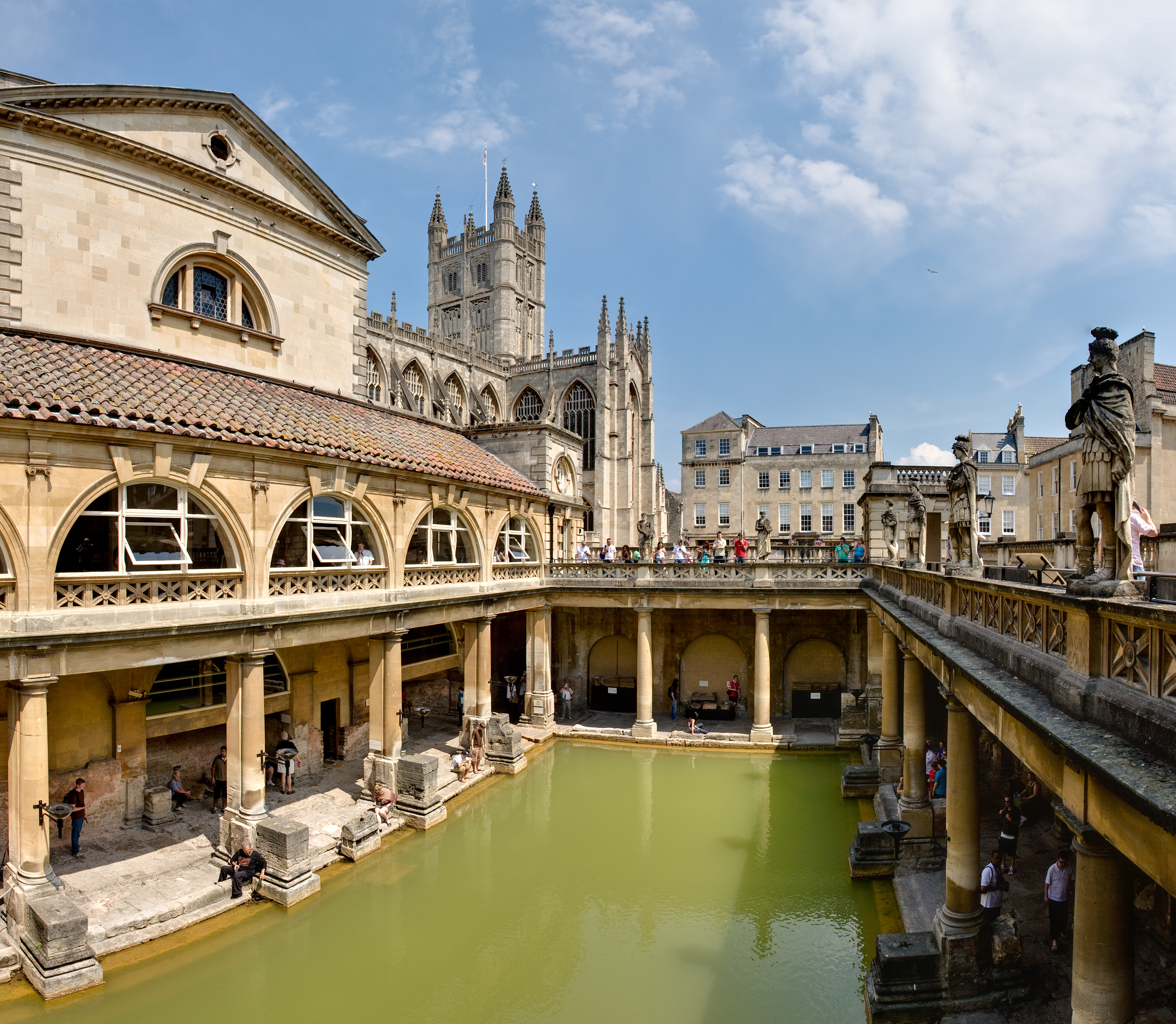
Baños públicos romanos en Bath, Inglaterra, reconstrucción posterior del área de baños.

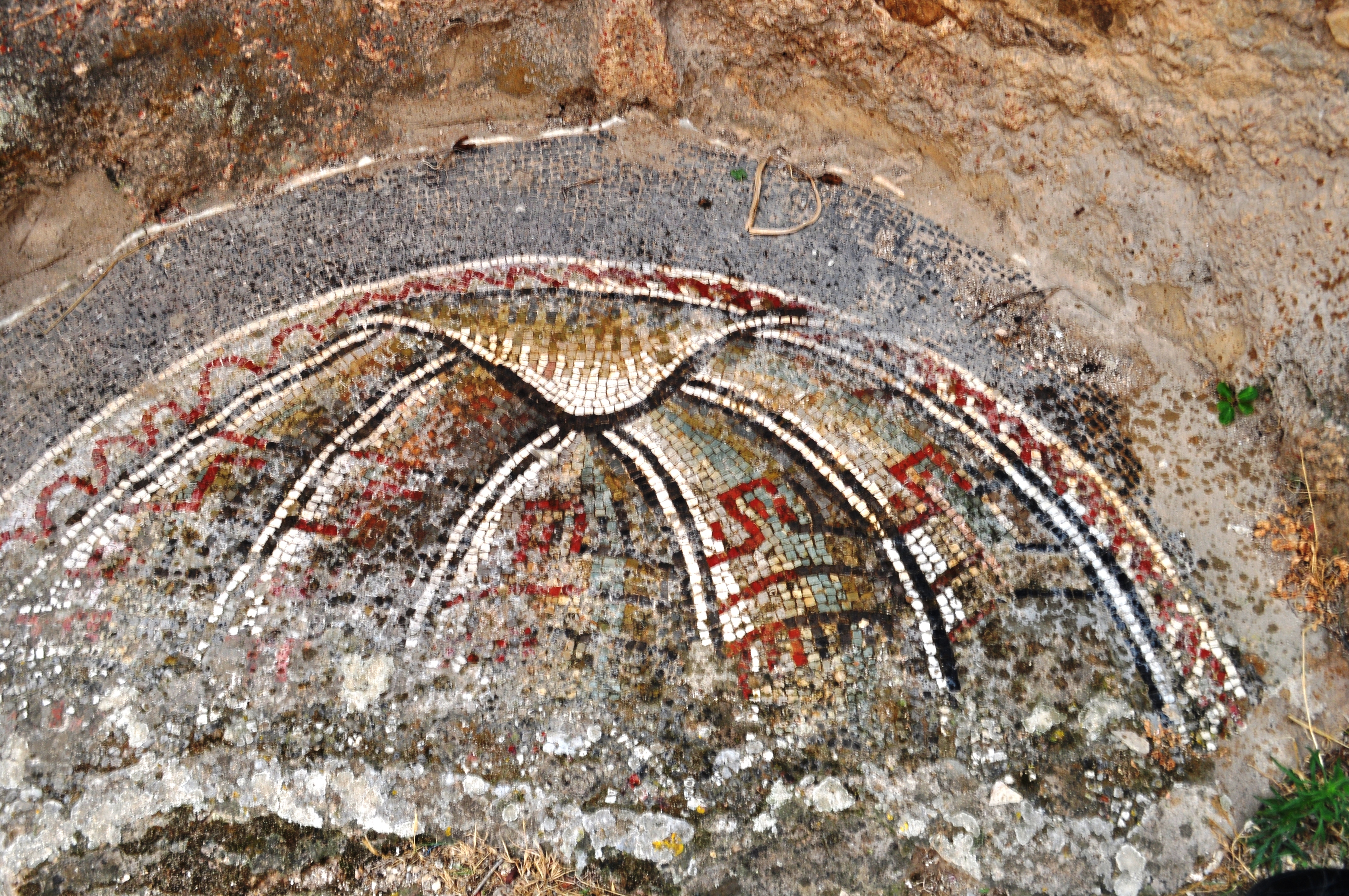
Los mosaicos de los baños termales.

Las termas romanas (del griego θερμός thermos, «caliente») son casas de baños de la antigua civilización romana de unas dimensiones considerables. Si se trataba de baños de menor tamaño, públicos o privados en villas romanas, eran denominados balneae.
La mayoría de las ciudades de la Antigua Roma albergaban una o varias termas públicas, cuyo uso no era únicamente higiénico, sino que también eran consideradas lugares de reunión y de actividades gimnásticas y lúdicas. El agua era suministrada desde algún río o arroyo cercano y con acueductos en las grandes ciudades (como el de Segovia de 14 kilómetros), posteriormente se calentaba en una hoguera y era trasladada hasta el caldarium, donde la temperatura del agua era alta. El diseño de estos espacios fue argumentado por Vitruvio en su obra De architectura (V.10).

## Terminología
Los términos thermae, balneae, balineae, balneum y balineum pueden traducirse como «baño» o «baños», aunque en las fuentes latinas existen algunas diferencias entre ellos. 
Balneum o balineum, proveniente del griego βαλανεῖον, era el baño o bañera que se encontraba en las casas de los propios ciudadanos romanos. El diminutivo balneolum fue utilizado por Séneca para designar el baño de Scipio en su villa de Liternum, e intenta incidir en sus características modestas, propias de la República romana, comparado con el lujo del Imperio que acababa de comenzar. Así pues, cuando los baños individuales adquirieron más suntuosidad y albergaban varias estancias, se adoptó el plural balnea o balinea, tal y como describe Cicerón los baños de la villa de su hermano Quinto.
Balneae y balineae, según Varrón sin un número de estancias específico, eran los baños públicos; aunque hay algunas contradicciones en autores posteriores, como Plinio, que utilizan el término balnea para referirse también a los baños públicos y balneum para los privados. Finalmente, thermae significa literalmente «aguas termales» o «baños de agua termal», aunque comenzó a utilizarse para designar a los magníficos edificios que se construyeron durante el Imperio, en lugar de los simples balneae de la República.

## Historia

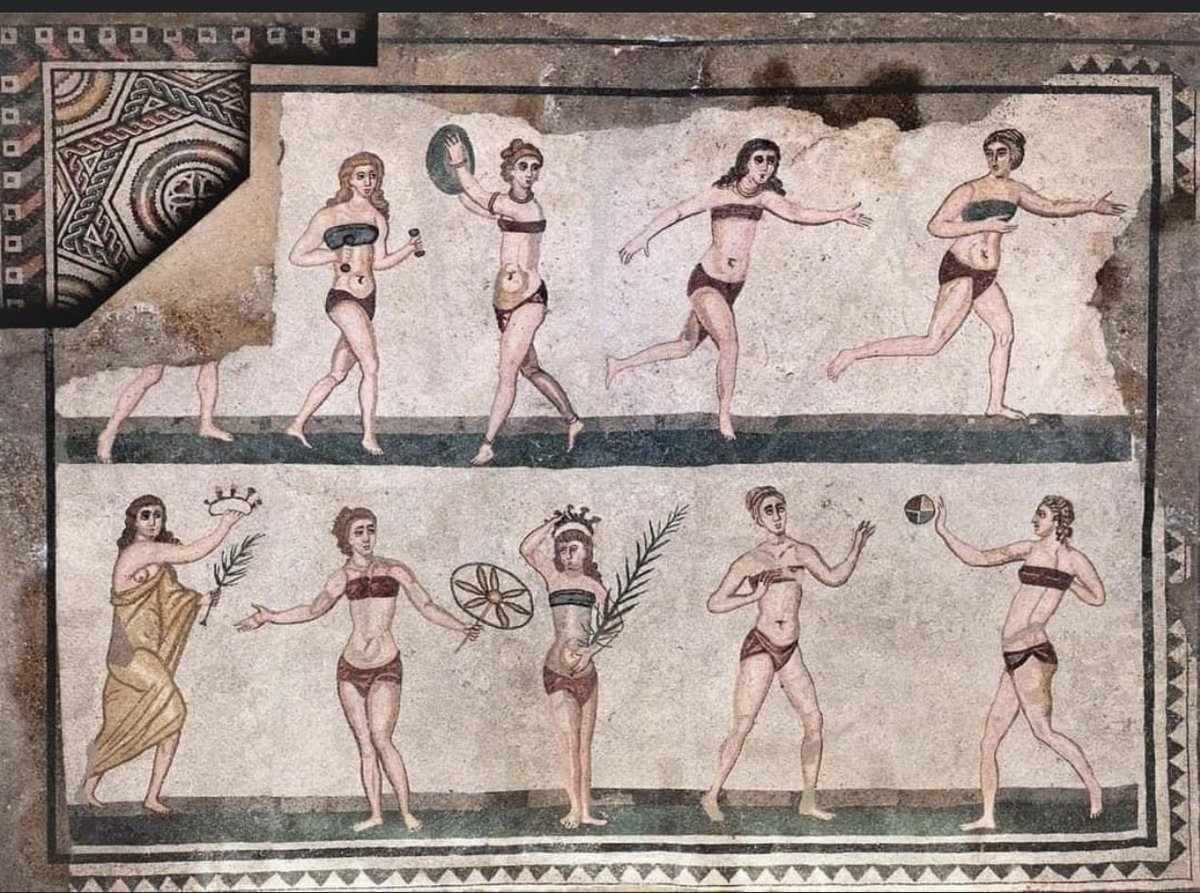
El famoso mosaico “Stanza delle Palestriti”, conocido popularmente como “Las chicas en bikini"

### Los primeros baños
La práctica del baño en la Antigua Roma se inspira de la atestiguada en Grecia a finales del siglo V antes de Cristo. Las termas de Stabia de Pompeya, en funcionamiento desde el siglo IV a. C., se organizaban alrededor de un palestra central, elemento típicamente griego, aunque inicialmente solo albergaban agua fría proveniente de un pozo. Los primeros baños templados y calientes aparecieron durante la segunda mitad del siglo II a. C. con la difusión del hipocausto en el mundo romano que Plinio el Viejo atribuyó al ingeniero Cayo Sergio Orata. Su uso fue difundido por el Imperio romano a toda Europa. Al principio carecían de mucha iluminación y eran lúgubres, debido a que las ventanas se construyeron pequeñas para evitar que el calor saliera por ellas. Este problema pudo solucionarse gracias a la aparición de la tegula mammata, placas cerámicas que permitían la creación de un tabique hueco por donde pasaba el aire caliente proveniente del hipocausto. Esta técnica se mejoró con el uso de otros conductos disimulados que permitían la recuperación del calor de forma más efectiva. Además, el uso de ventanas de cristal conllevó una rápida transformación arquitectónica de los baños que se hicieron más grandes y luminosos a partir del siglo I.

### Profusión
Las primeras termas son privadas y únicamente en las villas romanas de los patricios, la clase social alta, se hallaban baños y letrinas. Las primeras termas públicas no aparecieron hasta el siglo I a. C. cuando los particulares comenzaron a proponer baños fríos y calientes a veces acompañados de masajes. No obstante, las grandes termas pensadas para recibir un gran número de ciudadanos aparecieron en torno al año 19 a. C., siendo construidas por orden de Marco Vipsanio Agripa, consejero cercano y yerno del emperador Augusto. Con el paso del tiempo, los baños fríos fueron añadiendo salas templadas y calientes a sus instalaciones en todas las provincias del Imperio. La práctica termal se constituyó como una características de la cultura romana e incluso las ciudades romanas más modestas se equiparon con establecimientos termales como la colonia veterana de Timgad (actual Argelia), cuya población ascendió a unos 5.000 habitantes, pero albergaron ocho termas. Los emperadores a menudo construían baños para ganarse el favor del pueblo y legar un monumento a su generosidad; incluso algunos patricios pagaban días gratuitos al público para alcanzar popularidad.

A finales del siglo I a. C., Roma contaba con alrededor de 200 baños. En el siglo IV se alcanzaron un total de 856 baños en la capital imperial y, aunque la mayoría alcanzaban dimensiones modestas, algunas rivalizaban como las mejores diez termas imperiales censadas. Si todas las ciudades romanas poseyeron baños privados o públicos (algunos como los de Tréveris, Lutecia, Cartago, Éfeso o Antioquía rivalizaban en tamaño y lujo con los de Roma), esta profusión era característica de Roma. Por ejemplo, Pompeya y Ostia solo contaron con tres grandes termas y algunas balnea, estos últimos son más lujosos que la mayoría de balnea de Roma.

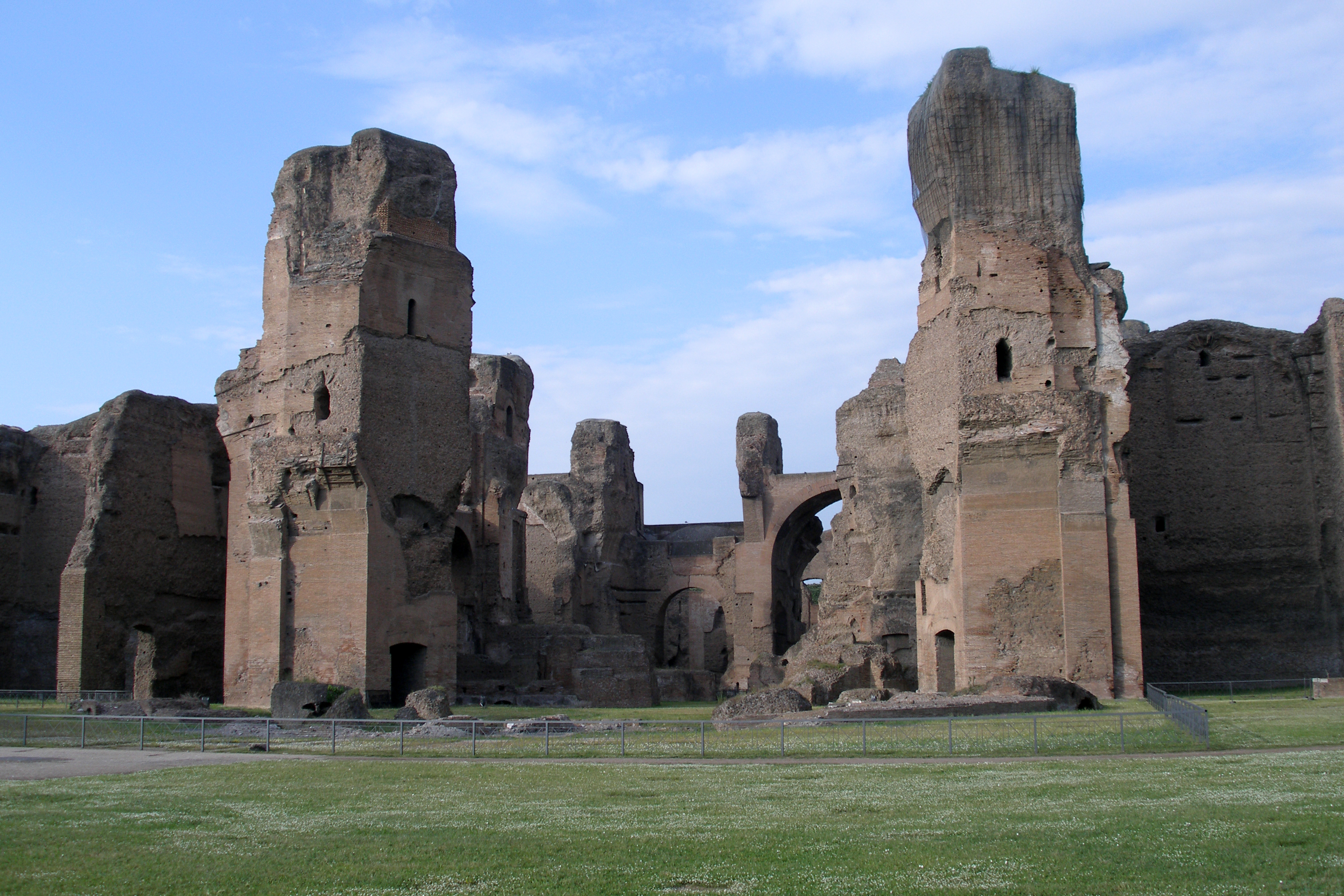
Vista parcial de las ruinas de las Termas de Caracalla en Roma

En Roma, siguiendo el ejemplo griego, se construyeron estancias similares que pronto fueron del gusto de la ciudadanía. Ya no solo se realizaban los actos de limpieza y relajación, así como aquellos medicinales cuando las aguas tenían propiedades curativas, sino que se añadía un cuidado del cuerpo que incluía prácticas deportivas y un ritual de masajes con diferentes sustancias como esencias y aceites especiales.
El nombre de termas se aplica por primera vez a unos baños construidos por Agripina en el año 25 d. C. Nerón construyó unas termas en el campo de Marte: Termas de Nerón, las cuales se encuentran prácticamente desaparecidas. Las primeras termas de carácter monumental son las que inició Domiciano e inauguró Trajano, las Termas de Trajano, pero fueron ampliamente superadas por las de Caracalla, cuya inauguración tuvo lugar el año 216.
Las actuales ruinas de las termas de Caracalla dan idea del monumental tamaño del complejo termario que se extendía con servicios como biblioteca o tiendas. Estas instalaciones, construidas alrededor del año 217, tenían un aforo de mil seiscientos usuarios. Las termas de Diocleciano, otras de las importantes instalaciones de este tipo de la capital del Imperio, fueron remodeladas por Miguel Ángel que convirtió su tepidarium en la iglesia de Santa María de los Ángeles.[cita requerida]
Los baños romanos abrían al mediodía y cerraban al ponerse el Sol. En los lugares destinados al baño había departamentos separados para hombres y mujeres; si no había espacios separados, el establecimiento abría unas horas al día para mujeres y otras para hombres, y solo una vez a la semana las termas eran abiertas al pueblo. En algunas ocasiones, durante el Imperio, se permitió el baño conjunto a hombres y mujeres.
Otro uso predominante y que suele aparecer en todo lugar donde acudían las entidades de la ciudad (al igual que el teatro por ejemplo), en las termas también se solía acudir para "socializarse".  Era en muchas ocasiones un centro de reuniones informales, perfecto por su relajante aire vaporado y las calientes aguas termales.

## Salas de las termas

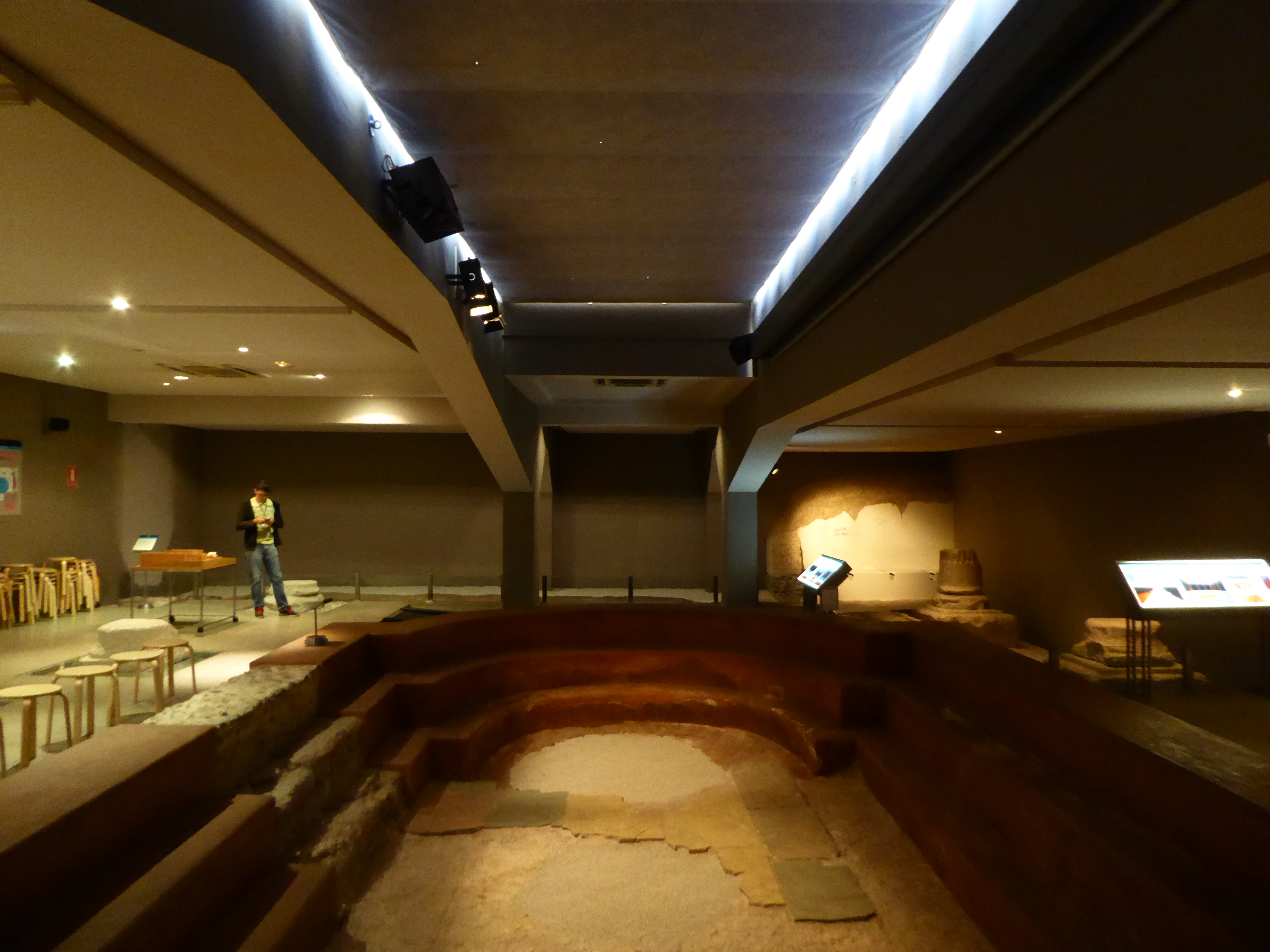
Frigidarium o natatio de las Termas romanas de Caesaraugusta

Las termas romanas albergaban diversas estancias en su disposición y, dentro de la diversidad, fueron similares en todo el Imperio. Algunos establecimientos termales ofrecieron el mínimo de servicios y no disponían de algunas salas como la fría o la caliente debido a sus dimensiones modestas. Sin embargo, las grandes termas imperiales se compusieron de múltiples salas de gran tamaño y a menudo duplicadas. El interior de las estancias y las piscinas de agua caliente se realizaba mediante el sistema de hipocausto. El sistema está basado en la distribución mediante túneles y tubos de agua caliente y vapor que se extendía por debajo de los suelos de las estancias y piscinas y era alimentado por una serie de hornos que se hallaban en los sótanos.
- El apodyterium cumplía la función de vestuario. Era una habitación próxima al pórtico de entrada donde los bañistas dejaban sus ropas. Había un banco corrido y en la pared unas hornacinas sin puertas, donde se depositaban las ropas y los objetos personales, que quedaban vigilados por un esclavo.[15]
- El caldarium era la sala de agua caliente, equipada con un hipocausto que transportaba el aire caliente de una chimenea hasta el subsuelo. Los bañistas podían meterse en las piscinas de agua caliente (alveus) y echarse agua en el cuerpo (labra). Las termas imperiales solían situar el caldarium en el centro para dar calor a todas las estancias.[16]
- El frigidarium era la sala destinada a los baños de agua fría. En las grandes termas el frigidarium estaba descubierto e incluía entre sus instalaciones una gran piscina donde poder practicar natación (natatio).[17]
- El tepidarium era la habitación de temperatura templada. El hipocausto no estaba conectado directamente, sino que el tepidarium se ubicaba junto al caldarium. Solía ser una estancia de transición entre la sala caliente y fría para evitar un cambio brusco de temperatura.[17]
- El laconicum era la sala de vapor.[17]

## Significado cultural

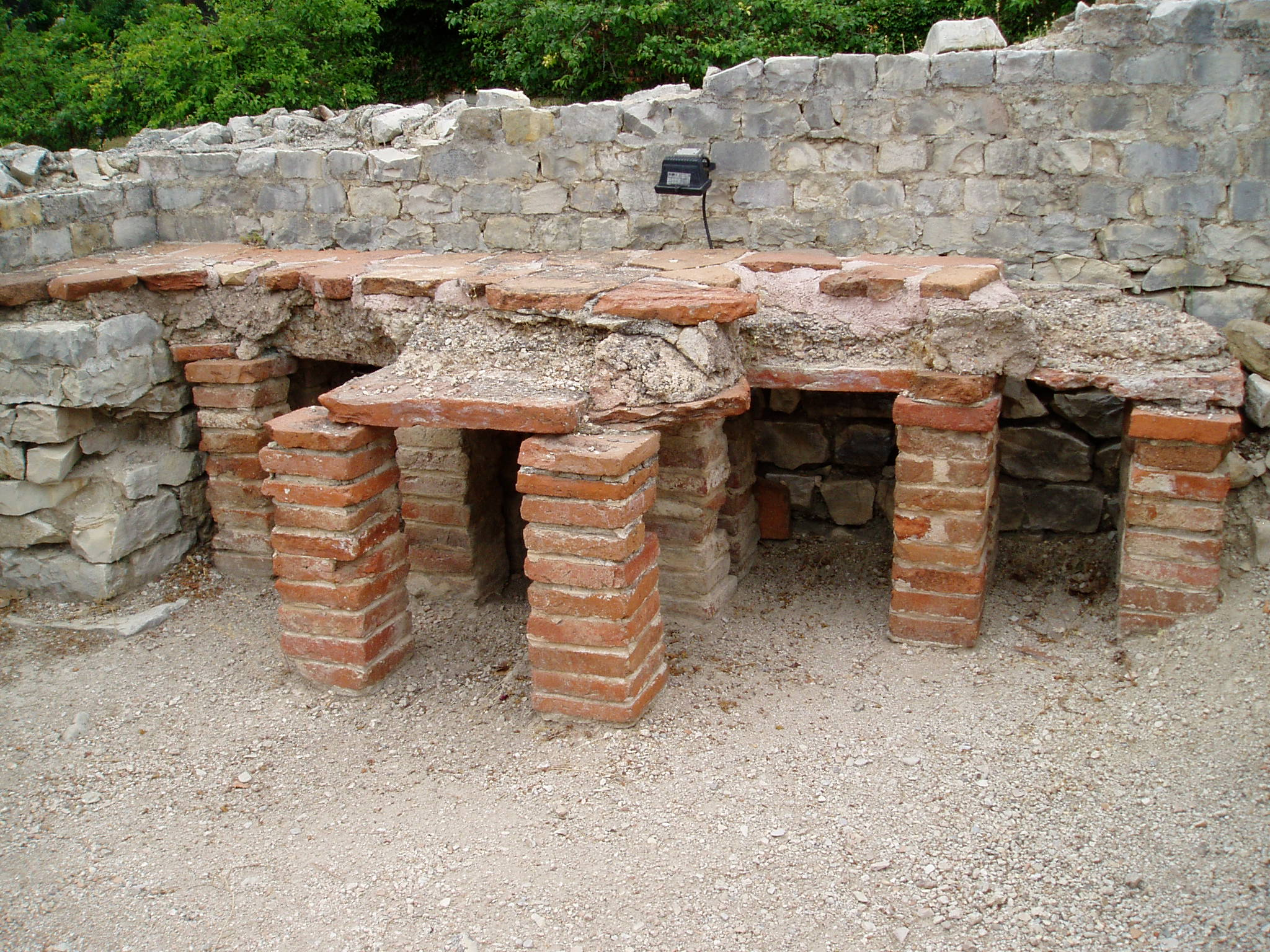
Detalle del hipocausto de las termas de Vaison-la-Romaine, Francia.

Los baños eran lugar encuentro, centro social, donde la larga rutina lavatoria obligaba a la conversación, a la charla con otros usuarios. Los romanos pudientes encontraban en las termas a otros a los que invitaban a sus banquetes y, también los políticos, las usaban para publicitar sus propuestas a la ciudadanía. Las termas, además, podían ser bibliotecas, lugar de lectura de poesías e incluso tienda de vituallas y restaurante. Su equivalente moderno sería una mezcla de biblioteca, galería de arte, centro comercial, restaurante, gimnasio y spa.
Muchos ciudadanos no tenían acceso a las grandes bibliotecas de Roma, por lo que las termas funcionaban como una institución cultural donde podían disfrutar el lujo de leer libros. Las termas de Trajano, de Caracalla, y de Diocleciano albergaban estancias con función de biblioteca. La presencia de nichos en los muros indica que pudieron ser las estanterías y su profundidad es suficiente para contener pergaminos antiguos. Existe poca documentación de autores que confirmen estas bibliotecas, aunque sí se han hallado inscripciones de esclavos como «cuidador de la biblioteca griega de las termas». Asimismo, pudieron exponer grandes piezas escultóricas, como el Toro Farnesio y el Hércules Farnesio hallados en las termas de Caracalla.
Los romanos creían que la adquisición de una buena salud se alcanzaba con baño, comida, masajes y ejercicio, elementos que se encontraban en abundancia en las termas. Algunos ciudadanos se bañaban varias veces a la semana, por lo que la sociedad romana era sorprendentemente limpia. Los emperadores a menudo construían baños para ganarse el favor del pueblo y legar un monumento a su generosidad; incluso algunos patricios pagaban días gratuitos al público para alcanzar popularidad.
La función social, e incluso medicinal, de los baños y termas se ha mantenido durante toda la historia hasta nuestros días. En la civilización romana la institución de los baños, las termas, era fundamental en los servicios que los ciudadanos debían tener. Las termas públicas romanas respondían a una función social y política. Fueron lugares ideales para la conversación relajada, el recreo y la relación social, con todo lo que ello significaba. Se cuidaba el ambiente con una delicada decoración en donde no se escatimaban medios, llenando las estancias de maravillosos frescos, mosaicos y estatuas.

## Explotaciones termales
Muchas de las explotaciones termales que fundaron los romanos están todavía hoy en actividad. Normalmente este tipo de explotaciones termales estaban basados en manantiales de aguas termales que en muchos casos tenían componentes medicinales. Casos como las termas de Caldas de Montbuy en Cataluña, el Balneario de Alange en Badajoz, Arnedillo en La Rioja o Las Burgas de Orense en Galicia, todos ellos en España, son ejemplo de dicho hecho.
La toponimia señala, en ocasiones, los lugares donde la actividad termal ha tenido relevancia durante la historia. Ya en época romana, el topónimo Aquae, con sus variantes Aquis y Ad Aquas (estos dos últimos utilizados en los itinerarios antiguos para indicar la presencia de un desvío que conducía a unas termas romanas abastecidas con aguas mineromedicinales termales), del que se conocen un centenar en todo el Imperio romano, era utilizado únicamente para señalar los asentamientos provistos de una explotación romana de sus aguas termales, realizada mediante la construcción de un edificio termal. En la actualidad, existen diversos topónimos derivados de la época romana, como son Caldas, Baños o Alhama en español (derivados de Aquae Calidae, balneum o del árabe Hammam), Hammam en árabe, Aix (del latín Aquae) o Bagnères en francés o Baden en alemán.

## Concepto actual
Se asocia a fuentes de aguas minerales calientes o termales, que varían desde rústicas fuentes termales que afloran desde la tierra hasta modernos centros con los más diversos servicios para el bienestar y tratamientos terapéuticos para el estrés.
La actividad termal se produce por condiciones geográficas, climáticas, geológicas e hidrogeológicas. Muchas regiones y países cuentan con estas características:
- Centroamérica: (Guatemala con sus fuentes georginas en la ciudad de Quetzaltenango).
- Latinoamérica: Argentina, México, Uruguay, Chile, Ecuador.
- Asia: Japón, Indonesia, Corea del Sur,  Tailandia y Filipinas.
- Europa: Francia, Italia, España, Portugal, Alemania.

La actividad termal combinada con el turismo representa una rentable actividad económica, que ha pasado a llamarse “turismo termal”, de gran desarrollo en Europa. En estos centros aparte del servicio de baños termales se ofrecen servicios de hotelería, restaurante, recreación y tratamientos.

### Termas importantes
- Termas de Caracalla
- Termas de Agripa
- Termas de Diocleciano
- Termas de Nerón
- Termas de Tito
- Termas de Trajano
- Termas romanas de San Baudilio
- Termas romanas de Caesaraugusta
- Termas romanas de Itálica
- Termas romanas de Clunia Sulpicia
- Termas romanas de Cartagena
- Termas romanas de Campo Valdés
- Balneario de Alange